# Ace Combat 2
Ace Combat 2 est un jeu vidéo d'arcade et de simulation de combat aérien développé et édité par Namco en 1997 sur PlayStation.
Il fait partie de la série Ace Combat.

## Histoire
Le jeu se déroule à la fin du XXe siècle sur le continent fictif d'Usea portant le nom de code NA-P2700.
Des militaires de haut rang ont profité d'une mission diplomatique de leurs chefs d'état à l'étranger pour se rebeller et faire un coup d'état en faisant main basse sur les infrastructures militaires et industrielles du continent.
Afin de mettre fin à ce coup d'état, les militaires pro-gouvernementaux du commandement unifié ont fait appel à une escadrille de chasse Scarface composées de plusieurs pilotes mercenaires, le joueur incarnant l'un d'eux, Scarface One.

## Système de jeu
Dans Ace Combat 2, le joueur doit effectuer diverses missions aux commandes d'un avion de chasse. Escorte, destruction d'installations au sol, attaque de convois aériens, et même infiltration (rester à basse altitude pour éviter les radars), les missions sont très variées et prennent toutes place dans des niveaux différents, à différents moments de la journée. Le joueur perçoit de l'argent à chaque mission, en fonction de ses performances. Cet argent servira à se procurer de nouveaux avions, plus puissants, et à engager des ailiers parmi un homme et une femme (Slash et Edge). Au cours du jeu, il est parfois proposé un choix entre deux missions différentes, ce qui permet une première rejouabilité.
Au niveau du pilotage, le joueur a le choix entre un mode expert et un mode simplifié, dans ce dernier le roulis et le lacet sont désactivés. 
Les avions disposent d'un armement comprenant une voir deux mitrailleuses selon les avions et de plusieurs dizaines de missiles à guidage de type tire et oublie. 

### Liste des missions
| N°    | Nom de code       | Signification en français | Type                              | Description | Lieu                           | Remarque | Musique jouée                 |
| ----- | ----------------- | ------------------------- | --------------------------------- | --- | ------------------------------ | --- | ----------------------------- |
| 01    | Gambit            | tactique d'ouverture      | combat aérien                     | Interception d'un groupe de bombardiers attaquant la base alliée.                                                                                   | îles Twinkle                   | | Aim High                      |
| 02    | Easy Money        | argent facile             | combat aérien                     | Prendre en chasse une unité de reconnaissance ennemie.                                                                                              | montagnes de Lambert           | | El Dorado                     |
| 03    | City On Fire      | ville en feu              | attaque au sol                    | Attaque surprise d'une porte-avion en escale. | ville d'Anchorhead             | | Rising High                   |
| 04A   | Tin Castle        | château-fort jouet        | attaque au sol                    | Attaque d'un vieux château-fort servant de tête de pont aux forces rebelles.                                                                        | montagnes d'Ambert             | | Warning Line                  |
| 04B   | Opera House       | l'opéra                   | attaque au sol                    | Attaque de plates-formes pétrolières. | baie de Gunther                | Cette mission est débloquée si le joueur coule les deux cargos dans la mission 3.                                                         | Bear Tracks                   |
| 05    | Greased Lightning | en quatrième vitesse      | infiltration                      | Infiltration et destruction d'une base ennemie située au fond d'un ravin.                                                                           | Meriton                        | | Greased Lightning             |
| 06A   | Midnight Assassin | l'assassin de minuit      | combat aérien                     | Chasse nocturne d'une unité en fuite. | Meriton                        | Abattre directement les avions radar E-767 mettra fin au brouillage radar.                                                                | Warning Line                  |
| 06B   | Bear Tracks       | pattes d'ours             | attaque au sol                    | Destruction de mines à ciel ouvert. | ravin Hatties                  | Cette mission est débloquée si le joueur détruit le C-5 sur la piste de la base au bout du canyon dans la mission 5.                      | Bear Tracks                   |
| 07    | Sledgehammer      | massue                    | escorte                           | Escorte que quatre B-1 Lancer devant bombarder des chantiers navals.                                                                                | ville d'Axel Bay               | | Rising High                   |
| 08A   | Rising High       | monter haut               | Interception                      | Interception à haute altitude d'une escadrille ennemie équipée d'avions supersoniques.                                                              | forêt de Chopinburg            | | Fire away                     |
| 08B   | Cuckoo's Nest     | nid de coucou             |                                   | Interruption d'une opération de ravitaillement parachuté ennemie.                                                                                   | forêt de Chopinburg            | Cette mission est débloquée si le joueur coule les deux cargos dans la mission 7.                                                         | Aim High                      |
| 09    | Swordsmith        | forgeron                  | attaque au sol                    | Neutraliser les défenses d'une usine d'armement. | plateau de Scofields           | | Melt Down                     |
| 10    | Toy Box           | boîte à jouets            | attaque au sol                    | Destruction d'un prototype de bombardier ennemi caché dans l'un des hangars.                                                                        | centre spatial des îles Comona | | On The Sly                    |
| 11    | Seagull           | mouette                   | lutte anti-navires                | Assaut d'un groupe aéronaval. | îles Skully                    | | Fire Youngman                 |
| 12    | One Night Stand   | aventure d'un soir        | infiltration                      | Destruction d'une base de sous-marin située au fond d'un fjord.                                                                                     | pont aux phoques               | | Dynapolis                     |
| 13    | Power Play        | jeu de puissance          | attaque au sol                    | Neutraliser les défenses d'un réseau de centrales hydrauliques.                                                                                     | montagnes Waiapolo             | | Bear Tracks                   |
| 14A   | El Dorado         | le doré                   | attaque au sol                    | Destruction d'une base de lancement de missiles balistiques intercontinentaux.                                                                      | parc de Faith                  | | El Dorado                     |
| 14B   | Dark Star         | sentinelle                | combat aérien                     | Attaque d'avions de transport militaire lourds. | ravin Hatties                  | Le radar de l'avion du joueur est parasité à la suite d'un orage de montagne, monter au-dessus de la couche nuageuse élimine ce problème. | Warning Line                  |
| 15A   | St. Elmo's Fire   | feu de Saint-Elme         | escorte                           | Protection d'une groupe aéronaval franchissant un détroit.                                                                                          | détroit de Payton              | La mission 16.2A est débloquée si aucun des trois navires alliés ne se fait couler en franchissant le détroit.                            | Night And Day                 |
| 15B   | Dead End          | impasse                   | infiltration à basse altitude     | Attaque surprise à basse altitude d'une garnison ennemie située aux confins d'une série de mesa gelées.                                             | vallée White                   | | Dead End                      |
| 16.1A | Visiting Hours    | heures de visite          | attaque au sol                    | Destruction d'une centrale géothermique en infiltrant son conduit de ventilation.                                                                   | îles Rocky                     | Cette mission a lieu durant une éclipse solaire totale à la suite d'un changement durant le développement du jeu.                         | Aerial Hawk puis Into the Geo |
| 16.1B | Cavalry           | cavalerie                 | escorte                           | Protection des secours se dirigeant vers un E-767 ayant effectué un atterrissage d'urgence.                                                         | désert de Sandbury             | | Fire away                     |
| 16.2A | Juggernaut        | fléau                     | lutte anti-navires                | Assaut de trois groupes aéronaval. | îles Fort Gray                 | | Rising High                   |
| 16.2B | Electric Dreams   | rêves électriques         | attaque au sol                    | Destruction de l'accélérateur de particules d'un laboratoire de particules élémentaires protégé par des batteries de missiles sol-air souterraines. | désert d'Altoora               | Cette mission est débloquée si le joueur abat les deux B-2 dans la mission 15B.                                                           | Greased Lightning             |
| 17A   | Sentinel          | sentinelle                | attaque au sol                    | Destruction d'une installation radar sur les falaises.                                                                                              | côte Petrol                    | | Warning Line                  |
| 17B   | Final Countdown   | compte à rebours final    | attaque au sol/lutte anti-navires | Destruction des forces navales et aériennes ennemies.                                                                                               | Snider's Top                   | | El Dorado                     |
| 18    | Jewel Box         | coffret à bijoux          | attaque au sol                    | Destruction d'un réseau autoroutier servant de piste de décollage aux forces ennemies.                                                              | ville de Port Edwards          | | Dystopia                      |
| 19    | Kingpin           | pièce maîtresse           | attaque au sol                    | Destruction de l'aéroport et du QG ennemi. | ville de Saint-Ark             | | Sunset Glow                   |
| 20    | Last Resort       | dernier voyage            | lutte anti-navire                 | Poursuivre et couler un sous-marin géant et abattre son missile de croisière avant qu'il n'atteigne Saint-Ark.                                      | golfe de Saint-Ark             | Cette mission est débloquée si le joueur abat le F-15S Z.O.E dans la mission 19.                                                          | Dead End puis Into the Geo    |
| 21    | Fighter's Honor   | l'honneur du combattant   | attaque au sol                    | Destruction de la forteresse rebelle Intolerance et de son missile de croisière en infiltrant son conduit de ventilation.                           | île de North Point             | | Dystopia puis Into the Geo    |

### Liste des avions pilotables
- A-4 Skyhawk
- F4E Phantom II
- MiG-21 Fishbed
- KF-C7
- A-6E Intruder
- F-16C Fighting Falcon
- X-29A
- J35J Draken
- A-10A Thunderbolt II
- Su-25 Frogfoot
- Mig-29A Fulcrum
- F-14A Tomcat
- Tornado F3
- F-117A Nighthawk
- Rafale M
- MiG-31 Foxhound
- EF-2000 Typhoon
- JAS-39C Gripen
- F/A-18E Super Hornet
- Su-35 Super Flanker
- F-15S
- YF-23A Black Widow II
- F-22A Raptor
- XFA-27 Phoenix (avion fictif)